# Star Wars Detours
Star Wars Detours este o serie de comedie animată CGI americană nedifuzată. Se diferențiază de celelalte seriale animate Star Wars prin faptul că este o parodie a francizei. Oferă o interpretare comică a ceea ce s-a întâmplat între trilogia prequel (Episoadele I–III) și trilogia originală (Episoadele IV–VI). Serialul a fost produs de Lucasfilm Animation în colaborare cu creatorii Robot Chicken⁠(d), Seth Green și Matthew Senreich⁠(d). Deși au fost produse 39 de episoade ale serialului, lansarea lor a fost suspendată din 2013, ca urmare a achiziției de către Disney a Lucasfilm.

## Distribuție
Printre actorii de voce care au fost implicați în acest serial se numără Dee Bradley Baker, Abraham Benrubi, Ahmed Best ca Jar Jar Binks⁠(d), Anthony Daniels ca C-3PO, Felicia Day, Donald Faison, Nat Faxon, Seth Green ca Obi- Wan Kenobi, Jennifer Hale, Zachary Levi, Joel McHale, Breckin Meyer, Dan Milano, Andy Richter ca Zuckuss, Cree Summer, Catherine Taber ca Prințesa Leia, Billy Dee Williams ca Lando Calrissian, „Weird Al” Yankovic ca 4-LOM, Gray DeLisle și Seth MacFarlane ca Împăratul Palpatine. 
Printre scriitorii serialului  se numără Dan Milano, Tom Root, Zeb Wells, Doug Goldstein, Breckin Meyer, Kevin Shinick, David A. Goodman, Michael Price și Jane Espenson. Brendan Hay a fost scriitorul principal al seriei.

## Întârzierea premierei
Imagini din serial au fost prezentate prima dată la Star Wars Celebration VI la mijlocul anului 2012; acesta a fost planificat să aibă loc între evenimentele din Star Wars: Episode III – Revenge of the Sith și Episode IV – O New Hope. În martie 2013, Lucasfilm a amânat lansarea serialului, deoarece nu a mai considerat că un serial de comedie ar fi o modalitate sensibilă de a prezenta franciza noilor fani, atunci când se producea o trilogie sequel. În septembrie, Seth Green a spus că 39 de episoade au fost finalizate, iar 62 de scenarii suplimentare au fost de asemenea finalizate.
În octombrie 2015, în timpul unui stream live al jocului video Life Is Strange, Felicia Day a menționat că serialul a fost anulat. În iunie 2018, Lucasfilm a înregistrat o nouă marcă comercială a seriei.
În noiembrie 2020, un episod de șase minute intitulat „Dog Day Afternoon” a fost difuzat pe internet. Episodul îi prezintă pe Zuckuss și 4-LOM (interpretați de Andy Richter și „Weird Al” Yankovic)  care încearcă să jefuiască restaurantul lui Dexter. Apar și Lando Calrissian, Boba Fett⁠(d) și Jabba the Hutt. Episodul a fost eliminat la scurt timp.
În iunie 2021, Entertainment Weekly l-a întrebat pe Green dacă știe când ar putea fi lansat serialul. El a răspuns: „Cele mai recente conversații pe care le-am avut cu cineva care ar fi în măsură să spună acest lucru spune că nu foarte curând...  mi-a explicat că nu a existat un interes suficient de mare... în lansarea acestui conținut pe Disney+...” 
În martie 2022, „Weird Al” Yankovic a dezvăluit că el și alți membri ai distribuției au înregistrat melodii originale pentru serial, sezonul al treilea anulat fiind planificat să includă un musical.